# Villa Donato Guerra
Villa Donato Guerra, eller bara Donato Guerra, är en ort i Mexiko, och administrativ huvudort i kommunen Donato Guerra i sydvästra delen av delstaten Mexiko. Orten hade 980 invånare vid folkräkningen år 2010 och är långt ifrån att vara kommunens största samhälle.
Staden har fått sitt namn till ära av den mexikanska militären Donato Guerra.

## Galleri

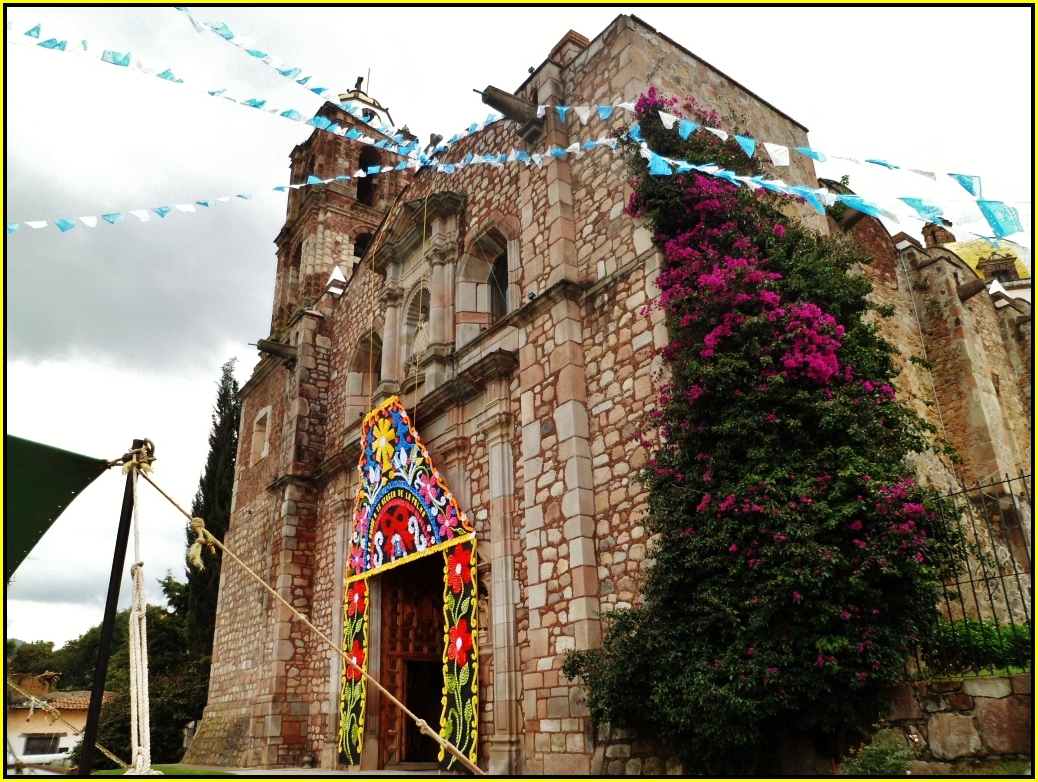
Kyrkan Parroquia de la Asunción de María Malacatepec.
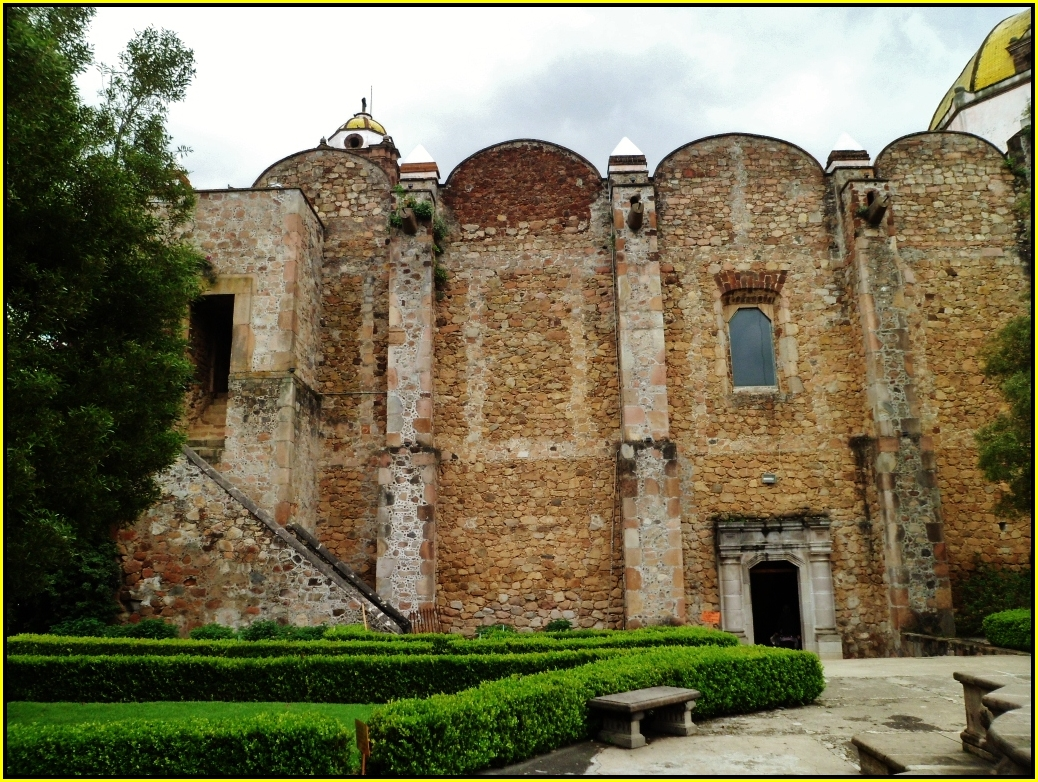
Parroquia de la Asunción de María Malacatepec.